# Frédéric VII Magnus de Bade-Durlach
Frédéric VII Magnus, né le 23 septembre 1647 à Ueckermünde et mort le 25 juin 1709  au château de Durlach, est margrave de Bade-Durlach de 1677 à sa mort.

## Famille
Fils de Frédéric VI de Bade-Durlach et de Christine-Madeleine de Deux-Ponts-Cleebourg-Suède.
Frédéric Magnus épouse, le 15 mai 1670, Augusta-Marie de Holstein-Gottorp, fille de Frédéric III de Holstein-Gottorp.
Onze enfants sont nés de cette union :
- six moururent très jeunes : Frédéric Magnus (1672-1672), Frédéric Auguste (1673-1674), Christine Sophie (1674-1676), Claude Madeleine (1675-1676), Charlotte (1686-1689) et Marie Anne (1688-1689) ;
- cinq survécurent :
  - Catherine de Bade-Durlach (1677-1746) — en 1701, elle épousa Jean-Frédéric de Leiningen-Dagsbourg-Hartenbourg,
  - Charles-Guillaume de Bade-Durlach (Charles III Guillaume de Bade-Durlach, 1679-1738), margrave de Bade-Durlach,
  - Jeanne-Élisabeth de Bade-Durlach (1680-1757) — en 1697, elle épousa Eberhard-Louis de Wurtemberg,
  - Albertine-Frédérique de Bade-Durlach (1682-1755) — en 1704, elle épousa Christian-Auguste de Holstein-Gottorp : d'où la succession royale de Suède avec leur fils le roi Adolphe-Frédéric,
  - Christophe de Bade-Durlach (1684-1723).

## Biographie
Frédéric VII succède à son père en 1677. Lors de la guerre de Succession d'Espagne, il doit s'enfuir à Bâle.
Frédéric VII appartient à la quatrième branche de la Maison de Bade, elle-même issue de la première branche de la Maison ducale de Bade. Il appartient à la lignée de Bade-Durlach dite lignée « Ernestine » fondée par Ernest de Bade-Durlach. Cette lignée encore existante est actuellement représentée par le prince Maximilien de Bade.